# Szelążek
Szelążek (deutsch Schillingsgut) war ein Ort in der polnischen Woiwodschaft Ermland-Masuren. Seine Ortsstelle gehört zum Gebiet der Gmina Orneta (Stadt-und-Land-Gemeinde Wormditt) im Powiat Lidzbarski (Kreis Heilsberg).

## Geographische Lage
Die Ortsstelle von Szelążek liegt im Nordwesten der Woiwodschaft Ermland-Masuren, 39 Kilometer südöstlich der früheren Kreisstadt Braunsberg (polnisch Braniewo) bzw. 23 Kilometer westlich der heutigen Kreismetropole Lidzbark Warmiński (Heilsberg).

## Geschichte
Das Kreckhausensche Waldhaus, nach 1820 Waldhaus Krickhausen und nach 1833 Schillingsgut genannt, bestand aus einem kleinen Hof und war ein Wohnplatz in der Gemeinde Krickhausen (polnisch Krzykały) im ostpreußischen Kreis Braunsberg. Am 24. Mai 1876 wurde das Etablissement Schillingsgut in der Landgemeinde Krickhausen aus dem Amtsbezirk Tüngen (polnisch Bogatyńskie) in den Amtsbezirk Karben (polnisch Karbowo) in die dortige Landgemeinde Thalbach (polnisch Bludyny) umgegliedert. Bis 1945 blieb Schillingsgut der Gemeinde Thalbach zugeordnet.
Aufgrund der Abtretung des gesamten südlichen Ostpreußen 1945 in Kriegsfolge an Polen erhielt Schillingsgut die polnische Namensform „Szelążek“. Der kleine Ort verlor an Bedeutung und wird heute offiziell gar nicht mehr erwähnt. Seine Ortsstelle liegt innerhalb der Gmina Orneta im Powiat Lidzbarski, 1975 bis 1998 der Woiwodschaft Elbląg, seither der Woiwodschaft Ermland-Masuren zugehörig.

## Religion
Kirchlich gehörte Schillingsgut bis 1945 zur römisch-katholischen Pfarrei Open (polnisch Opin) im damaligen Bistum Ermland bzw. zur evangelischen Kirche Wormditt (polnisch Orneta) in der Kirchenprovinz Ostpreußen der Kirche der Altpreußischen Union.

## Verkehr
Die Ortsstelle von Szelążek resp. Schillingsgut liegt an der Woiwodschaftsstraße 513, die von Krosno (Krossen) über Pasłęk (Preußisch Holland) und Orneta (Wormditt) bis nach Lidzbark Warmiński (Heilsberg) und weiter bis Wozławki (Wuslack) führt. Nächste Bahnstation ist die Stadt Orneta an der Bahnstrecke Olsztyn Gutkowo–Braniewo.